# بيل بيرنس
بيل بيرنس (بالإنجليزية: Bill Behrens)‏ هو لاعب كرة مضرب أمريكي، ولد في 26 يونيو 1970 في باسادينا في الولايات المتحدة.

## وصلات خارجية
- بيل بيرنس على موقع رابطة محترفي التنس (الإنجليزية)
- بيل بيرنس على موقع الاتحاد الدولي لكرة المضرب (الإنجليزية)
- بيل بيرنس على موقع خلاصة التنس.كوم (الإنجليزية)